# Ualapue
Ualapue (ʻUalapuʻe) – jednostka osadnicza w Stanach Zjednoczonych, w hrabstwie Maui.